# Serhij Kusjnirjuk
Serhij Heorhijovytj Kusjnirjuk (ukrainska: Сергій Георгійович Кушнiрюк; ryska: Сергей Георгиевич Кушнирюк, Sergej Georgijevitj Kusjnirjuk), född 15 mars 1956 i Tjortkiv, Ukrainska SSR, är en ukrainsk tidigare handbollsspelare, tävlande för Sovjetunionen, och handbollstränare.
Han var med och tog OS-guld 1976 i Montréal och OS-silver 1980 i Moskva.